# Liste des édifices labellisés « Patrimoine du XXe siècle » du Puy-de-Dôme
Cet article recense les monuments historiques protégés au titre du Patrimoine du XXe siècle du département du Puy-de-Dôme, en France.

## Liste
Au 31 décembre 2014, le Puy-de-Dôme compte un immeuble protégé du patrimoine du XXe siècle.
| Monument                    | Commune          | Adresse                          | Coordonnées                      | Notice         | Protection | Date | Illustration                |
| --------------------------- | ---------------- | -------------------------------- | -------------------------------- | -------------- | ---------- | ---- | --------------------------- |
| Hôpital-sanatorium Sabourin | Clermont-Ferrand | 85 Rue du Docteur Bousquet       | 45° 48′ 06″ nord, 3° 06′ 12″ est | « PA63000030 » | Inscrit    | 2000 | Hôpital-sanatorium Sabourin |
| Pharmacie Gros              | Clermont-Ferrand | 13 place Delille Place d'Espagne | 45° 46′ 51″ nord, 3° 05′ 27″ est | « PA63000119 » | Inscrit    | 2016 | Image manquante Téléverser  |